# Société Royale Saint-Hubert
Société Royale Saint-Hubert (SRSH) är Belgiens nationella kennelklubb som var en av grundarna av den internationella kennelfederationen Fédération Cynologique Internationale (FCI) 1911. Den är de belgiska hundägarnas intresse- och riksorganisation och för nationell stambok över hundraser. Organisationen grundades 1882. Huvudkontoret ligger i Bryssel.